# Sacais
Sacais (sakais) são uma comunidade tribal na Indonésia, tradicionalmente vivendo no interior de Riau, Sumatra. Alguns deles ainda levam um estilo de vida nômade e caçador-coletor no interior remoto de Sumatra. Existem várias teorias sobre sua origem. Uma teoria é que são descendentes das tribos proto-malaia e negrito que foram empurradas para o interior devido à chegada dos malaios em Sumatra. Alguns deles afirmam que são de origem minangkabau e migraram à margem do rio Gassibe, a montante do rio Rocã, no interior de Riau no século XIV. Os sacais se consideravam originários do Reino Malaiupura. A maioria da comunidade que vive hoje está envolvida na agricultura. Não há dados definitivos sobre seus números. Os dados populacionais emitidos pelo Ministério dos Assuntos Sociais da República da Indonésia indicam que o número de sacais na regência de Bencalis é de 4 995 habitantes.